# 413 Едбурґа
413 Едбурґа (413 Edburga) — астероїд головного поясу, відкритий 7 січня 1896 року Максом Вольфом у Гейдельберзі.